# Kerakat
Kerakat (hindi केराकत) – miasto w północnych Indiach w stanie Uttar Pradesh, na Nizinie Hindustańskiej.
Populacja miasta w 2001 roku wynosiła 12 472 mieszkańców.